# 가비알과
가비알과(Gavialidae)는 악어의 한 과이다. 가비알과에는 가비알(Gavialis gangeticus)과 말레이가비알(Tomistoma schlegelii)의 두 종만이 속한다.